# Gibbosité
Pour les articles homonymes, voir Bosse.
Une gibbosité est une déformation du thorax liée à une anomalie de la courbure du rachis. Dans le langage populaire on parle fréquemment de « bosse », et on qualifie de bossus les sujets qui en sont atteints. Il s'agit d'un symptôme, qui peut être observé au cours de différentes maladies affectant le rachis.

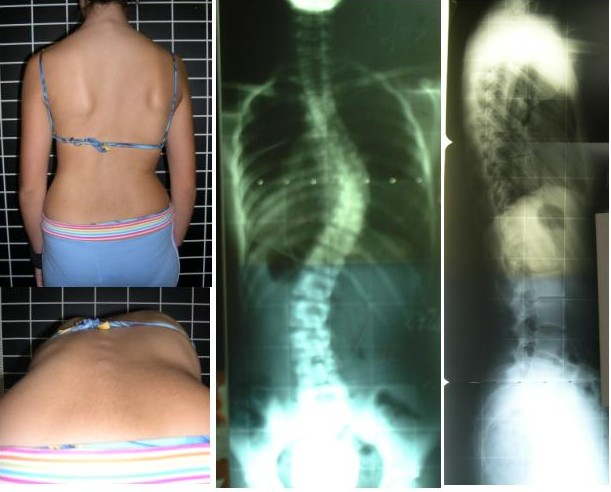
Patiente présentant une scoliose. La position penchée vers l'avant permet de mettre en évidence la gibbosité : sur la photo du bas, la déformation apparaît sous la forme d'une surélévation de la partie droite de la cage thoracique.

Lors de l'examen clinique, le médecin mesure l'importance de la gibbosité en mesurant la dénivellation qu'elle occasionne.
L’existence d’une gibbosité permet de différencier la scoliose structurée d’une attitude scoliotique.